# Merényi László
Losonczi Merényi László (Pomáz, 1837. augusztus 18. – Budapest, 1907. április 30.) megyei hivatalnok, népmesegyűjtő.

## Életpályája
Losonczi Meskoviczy-Merényi Soma, Teleki József gróf az akadémia elnöke gazdatisztjének és hatvani Behtus Évának a fia. Magánnevelésben részesült és 1855-ben Késmárkon lépett a gimnázium V. osztályába, a VI-VIII. osztályt 1859-ben Kecskeméten végezte. Ezután a Pesti Egyetem jogi karára iratkozott be és másfél évig volt az egyetem hallgatója. A Magyar Tudományos Akadémia megbízásából Erdélyben gyűjtötte hat évig a székely tájszólásokat és népmeséket, ez az anyag azonban nem jelent meg nyomtatásban. 1867 augusztusában visszatért szüleihez Kecskemétre. 1871-től a pénzügyminisztériumban számtiszt volt négy évig; azonban betegeskedése miatt hivatalától végkielégítéssel meg kellett válnia. Időközben ismét népmeséket gyűjtött. 1882. szeptember 11-én benyújtotta a Magyar Tudományos Akadémiához jelentését a népregék gyűjtéséről, hét melléklettel. 1887-től Pest vármegye szolgálatában volt, majd az egészségügyi osztályban állt alkalmazásban.
Gyűjteményei a kor színvonalán állanak, magukon viselik a gyűjtő átdolgozó, stilizáló törekvésének nyomait, de ebben a formájukban is értékes források. Első népmesegyűjteményéről (Eredeti népmesék, I-II., Pest, 1861) Arany János írt bírálatot.
Írt beszélyeket a Vasárnapi Ujságba (1867. Istené ügyem! Eredeti beszély a székely népéletből) és a Fővárosi Lapokba (az 1860-as években); a Kecskeméti Lapokba, a Jászkunságba és a Gömör-Kishontba.

## Munkái
- Eredeti népmesék (I–II., Pest, 1861)
- Sajóvölgyi eredeti népmesék (I-II., Pest, 1862)
- Dunamelléki eredeti népmesék (I–II., Pest, 1863–64)

### Kéziratban
- Cselényesy Gyula c. regény.

## Külső hivatkozások
- Merényi László művei (Project Gutenberg)